# Diaye Coura
Diaye Coura è un comune rurale del Mali facente parte del circondario di Nioro du Sahel, nella regione di Kayes.
Il comune è composto da 10 nuclei abitati:
- Diaye-Coura
- Diaye-Tougouné
- Fasséguerla
- Kouga
- M'Boya-Kassé
- M'Boya-Kouroumba
- Mayel
- Moussa-Bougou
- Siringa
- Wassadiala